# Palais des sports Ghani-Yalouz
Le palais des sports Ghani-Yalouz, abrégé localement en « le Palais des Sports », est une salle multisport située à Besançon, dans le quartier de Montrapon, à proximité du stade Léo-Lagrange.

## Caractéristiques
Il est principalement utilisé aujourd'hui pour accueillir des matchs de handball. Sa capacité est modulable, de 3 380 places en configuration handball à 4 200 places en configuration basketball.

## Historique
Les travaux de construction du palais des sports de Besançon ont débuté le 19 février 1965 et il fut inauguré le 10 février 1967. Au début du XXIe siècle, un agrandissement et des transformations importantes ont été réalisés et l'inauguration du nouveau palais des sports eut lieu le 25 octobre 2005. Le 12 février 2017, il prend le nom de « palais des sports Ghani-Yalouz ».

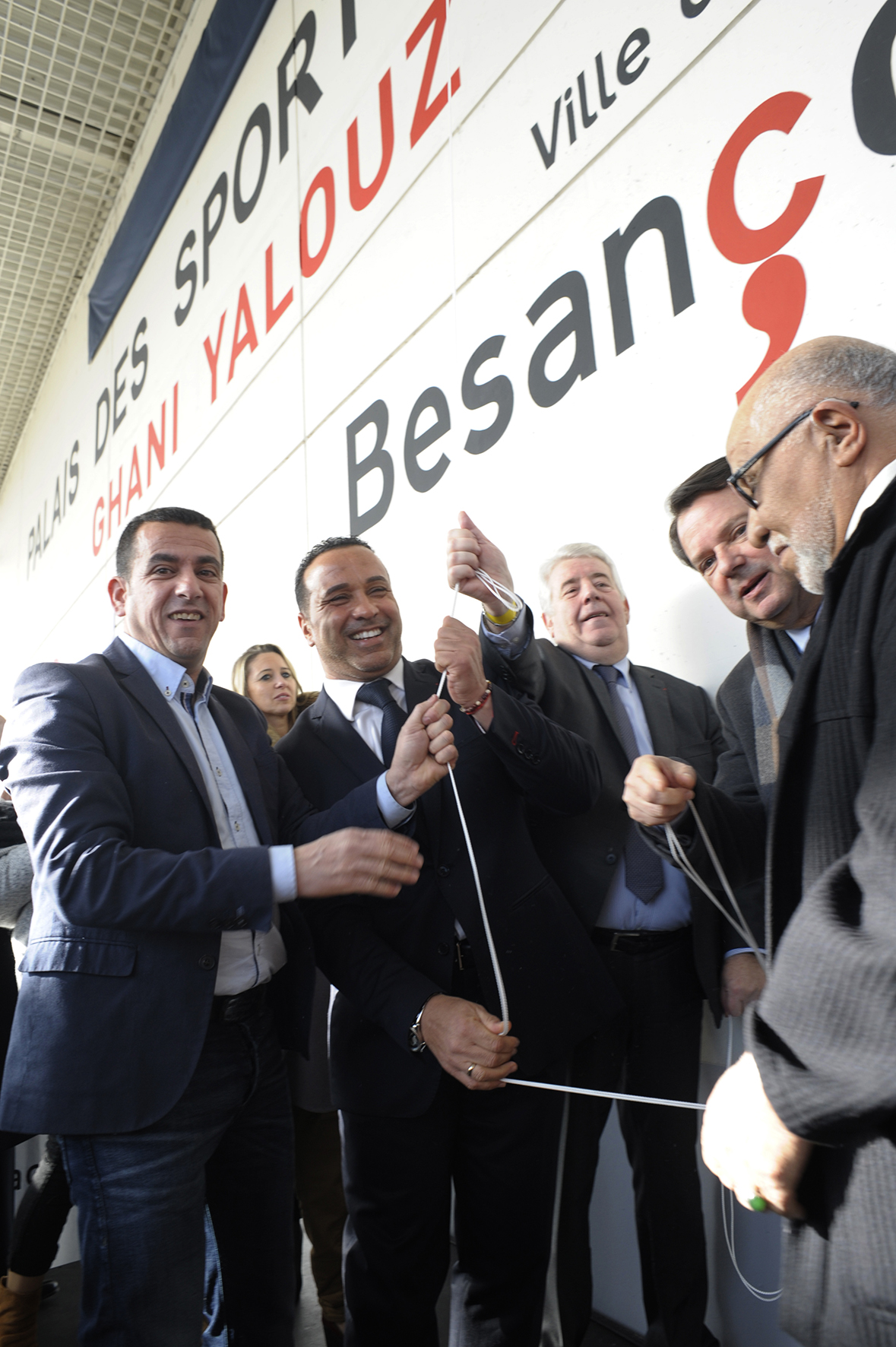
Inauguration du nouveau nom le 12 février 2017 en présence de Ghani Yalouz.
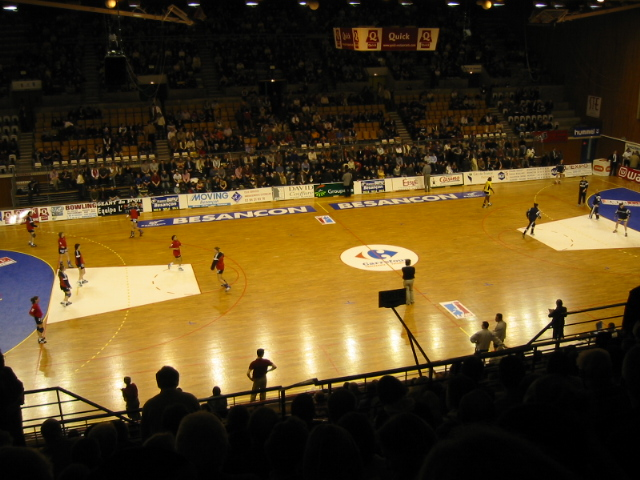
Match de l'ESBF au palais des sports Ghani-Yalouz.

## Clubs résidents
- Entente sportive bisontine féminin (ESBF)
- Grand Besançon Doubs Handball (GBDH)

## Évènements importants
- Le 4 octobre 2008, 16e édition de l'Open de Franche-Comté de judo tournoi labellisé international.
- Demi-finales et finale de la Coupe de la Ligue française de handball féminin 2007.
- Championnat du monde de handball masculin 2001 : organisation des matchs de poule du groupe C.
- Championnat d'Europe de lutte gréco-romaine 1995.
- Coupe Davis 1996 : huitièmes de finale entre la France et le Danemark.
- Coupe Davis 1994 : huitièmes de finale entre la France et la Hongrie.

## Concerts
- Johnny Hallyday le 21 septembre 1969 (avec Sylvie Vartan), 3 decembre 1971, 1 avril 1974, 15 fevrier 1978, 17 mars 1981, 16 mars 1982, 2 mars 1983 et 30 octobre 1990
- Gilbert Becaud le 3 avril 1971
- Family le 18 fevrier 1972
- Deep Purple le 23 janvier 1974,

2 septembre 1996 et 14 juillet 1999
- King Crimson le 25 mars 1974
- Jethro Tull le 18 octobre 1974
- Genesis le 22 mai 1975
- Procol Harum le 28 avril 1976
- AC/DC le 12 octobre 1976 (avec Rainbow en support) et 9 janvier 1981
- Hawkwind le 21 avril 1977
- Van Der Graaf Generator le 25 novembre 1977
- Status Quo le 11 janvier 1978 et le 11 mai 1984
- Peter Gabriel le 4 decembre 1978
- Telephone le 4 avril 1979
- Leonard Cohen le 24 octobre 1980 (avec Rory Gallagher et Elliott Murphy en support)
- Trust le 13 novembre 1980, 8 novembre 1981 (avec Starfighters en support), 18 decembre 1981 et 6 octobre 1989
- U.F.O le 2 decembre 1980
- Barclay James Harvest le 10 juin 1981, 25 novembre 1982, 30 mai 1987 et 9 octobre 1990
- Saga le 29 avril 1983
- Iron Maiden le 18 novembre 1983 (avec Michael Schenker Group en support) et le 5 octobre 1998 (avec Helloween et Dirty Deeds en support)
- Indochine le 1 fevrier 1986
- Barbara le 12 mars 1986 (avec Gerard Depardieu
- Depeche Mode le 4 mars 1988
- Blue Oyster Cult le 2 fevrier 1989 (avec Patrick Rondat en support)
- Marillion le 5 octobre 1989
- Johnny Clegg le 18 avril 1990
- Toto le 5 decembre 1990
- Faith No More le 10 decembre 1992 (avec L7 en support)
- Jean-Louis Aubert le 24 novembre 1993
- Bob Dylan le 4 juillet 1994
- Joe Cocker le 19 decembre 1994
- Hubert-Felix Thiefaine le 17 mars 1995 et le 17 mars 1999
- Joe Satriani le 28 novembre 1995
- Louise Attaque le 13 mai 1998 (avec Dionysos en support)
- Blankass le 25 juin 1999